# Berggöl (Hallingebergs socken, Småland)
Berggöl är en sjö i Västerviks kommun i Småland och ingår i Botorpsströmmens huvudavrinningsområde.